# Вест, Майкл
Майкл Вест (англ. Michael West) (род. 27 августа 1965, Тотенхэм, Лондон) — британский джангл-продюсер, диджей и музыкант.

## Биография

### 1980
В начале 1980-х Майкл Вест с ныне погибшим Майклом Менсоном (Michael Menson), Карлом Брауном (Karl Brown) и Ли Гестом (Leigh Guest) создали группу Дабл Трабл (Double Trouble). В 1989 году Дабл Трабл и Ребел МС (Double Trouble and Rebel MC) выпускают сингл «Just Keep Rockin» на студии Дизаир (Desire record label). Трек попал в двадцатку хитов Англии (UK Top 20 hit), а последующий за ним сингл «Street Tuff» (1989) стал самым большим успехом артиста, заняв место в тройке лидеров UK Singles Chart.

### 1990
В это время из-за своего стиля Rebel MC не был признан хип-хоп сообществом Великобритании, которое сомнительно воспринимало коммерческий успех и высокие продажи синглов. Многочисленные появления на британских телеканалах привели к выходу его первого альбома Rebel Music (Desire, 1990), ненамного изменившего сложившееся общественное мнение. Альбом включал в себя популярный танцевальный хит «Better World». Однако подобная поп-рэп ориентация этого периода — первой попытки самореализации Веста на музыкальном поприще — была далеко от того, чего он действительно хотел достичь, поэтому сотрудничество с Double Trouble было недолговечным.
Вест сконцентрировал свои силы на музыке, которая действительно представляла его сущность и интересы. Перемены были не за горами: Вест направил вырученные средства с коммерчески успешных треков на запись второго альбома. Black Meaning Good (Desire, 1991) стал кардинальной сменой стиля для Веста: к былому британскому андеграунд хардкор-техно саунду начала 90-х для большего эффекта примешивалась дабовая басовая линия. [1].Автор музыкального стиля, в конечном итоге получившего название «джангл», Вест смог объединить на альбоме современную танцевальную музыку с голосами легендарных регги музыкантов, одновременно представляя их широкой аудитории. На альбоме отметились такие известные лица, как Баррингтон Леви (Barrington Levy), Тенор Флай (Tenor Fly) и Дэннис Браун (Dennis Brown).
На третьем альбоме Rebel MC Word, Sound and Power (1992) явно отразились поиски корней электронной музыки, смешиваемой с techno, house, reggae и hip-hop стилями.
Отягощенный опытом жизни чёрной молодежи, выросшей в британском мегаполисе, Вест, используя многообразие музыкальных влияний, религиозного воззрения и собственный неповторимый стиль, добился создания уникального саунда, безусловно признанным Лондоном .
В 1993 году Вест основал два рекорд-лейбла: Tribal Bass и The X Project. Tribal Bass выпускает одноименный сингл, который стал последним знаковым хитом Rebel MC, достигнув английских чартов, а также хип-хаус треки Demon Boyz  «Dett»  (1992) и «Junglist» (1993). В этом же году лейбл The X Project выпустил сингл «Old School Ting» (1993). Взяв новое сценическое имя «Conquering Lion» (один из титулов Хайле Селассие I) в подтверждение своего возрастающего приверженства растафарианству, Вест вместе с DJ Ron и Jumping Jack Frost издают 'Lion of Judah/Innah Sound/Dub Plate Special' (1993). Это был тот базис, который заложил лейбл в анналы Jungle-истории. Композиция «Code Red/Phenomenon» (1994) с вокалом от Supercat привлекла внимание студии 4th & Broadway (британский филиал американского лейбла Island Records, специализирующийся на музыке улиц), которая переиздала трек 'Rastaman/Word, Sound and Power/Code Black' (1995). Впоследствии «Code Red» стал одним из гимнов года и бодро предвещал приближение jungle-движения по всей стране.
Tribal Bass постепенно мутировал в Congo Natty, и прежде, чем взять имя «Conquering Lion», Вест выпустил несколько пластинок под этим псевдонимом. В последующие семь лет имя Congo Natty стало неотъемлемой частью исконного и доподлинного Jungle- движения и породило великое множество классических хитов стиля, как «Police in Helicopter» и «Champion DJ» (выпущенным под псевдонимом Blackstar).

### 2000
В декабре 2007 году новый возникший интерес к работе Double Trouble & Rebel MC «Just Keep Rockin» позволил композиции занять 32 место в UK Dance Chart.
В настоящий момент Вест занимается новым проектом Trinity — смелой идеей детализации и очищения музыкальной формы и содержания путём работы с живыми музыкантами, тем самым создающей новую эру Jungle музыки.

## Религиозные взгляды
С поздних 90-х и до начала 2000-х, в то время как хиты неустанно продолжали выходить из-под руки Майкла Веста, его интерес к созданию музыки стал пропадать, уступая место его вероисповеданию. Проводя почти все время в студии за работой, он решил взять небольшой перерыв, чтобы совершить паломническое путешествие для изучения своих корней. В это же время его нарекают Ras Mikail Tafari — в знак одобрения приверженности растафарианскому учению (религиозное течение получило своё название от Ras Tafari — имени императора Хайле Селассие I до коронации). С принятием нового имени к музыканту пришло осознание того, что материальные блага музыкального бизнеса
не могут диктовать правила игры, скорее творческий потенциал и талант людей, которые создают эту музыку. Путешествие на родную землю в Эфиопию в 2007 году коренным образом изменило жизнь Веста. Он вернулся воодушевленным и полным решимости принять вызов мирового сообщества.

## Музыка
Музыка Rebel MC берет своё начало от сосредоточенности на различных гранях чёрного самосознания. Чествуя и прославляя африканские мотивы, его музыка возвращает внимание к африканскому народу. Тексты песен охватывают все многообразие подходов к культуре черных и чувства их собственного достоинства, привносят иное понимание традиций чёрной культуры, сочетая в себе различные голоса, тематики и стили африканского народа, таким образом создавая игривую, полную энергии, преодолевшую расовые предрассудки утопию. [2].
Эта обобщенное современное мнение возникло благодаря тождественному пониманию английским обществом политически насыщенной хип-хоп музыки. Пол Гилрой (Paul Gilroy, профессор, автор ряд книг об африканской диаспоре, расизме, самобытности и культуре черных) утверждает, что послание Rebel MC противостоит существованию идеи «расы как семьи». Напротив, отмечает Гилрой, английская хип-хоп культура допускает здоровую конкуренцию между афроамериканским и карибским звучанием. [3][4][5]

## Дискография

### Студийные альбомы
- Rebel Musi (Desire, 1990)
- Black Meaning Good (Desire, 1991)
- Word Sound and Power (Big Life, 1991)
- Born Again (Congo Natty, 2005)
- Jungle Revolution (Congo Natty, 2013)

### Клипы
- Congo Natty - "UK All Stars" (2013)
- UK All Starz - "Rebel Wid Ah Cause" (2017)[1]